# معركة لودر 2012
معركة لودر 2012 تشير إلى هجوم شنه مسلحي تنظيم القاعدة وجماعة أنصار الشريعة في 9 أبريل في مدينة لودر جنوب اليمن.

## المعركة
في 9 أبريل هاجمت مجموعة كبيرة من المسلحين قاعدة للجيش بالقرب من مدينة لودر في فترة وجيزة، قتل ما لا يقل عن 94 شخصا في الهجوم بينهم ستة مدنيين و74 من المتمردين و14 من الجنود . وكان هذا الهجوم الثالث من نوعه في الأسابيع الأخيرة، بعد هجومين مماثلين في مارس ترك ما لا يقل عن 130 جنديا قتيلا وأكثر من 70 كأسرى جماعات القاعدة التابعة لها.
رفعت مصادر حكومية أرقام الضحايا مرة أخرى في 10 أبريل ، ليصل إجمالي القتلى إلى 124 خلال يومين - بما في ذلك 102 من المسلحين و14 جندي و8 مدنيين على الأقل . وأكدت مصادر قبلية محلية ان من بين القتلى كان هناك على الأقل 12 صوماليين وعدد من السعوديين. ويجري جلب تعزيزات عسكرية إلى المنطقة وبدأت طائرات سلاح الجو قصف مواقع للمتمردين بالقرب من لودر وعلى الطريق الرئيسي باتجاه زنجبار.
وسجلت 51 حالة وفاة على الأقل في 11 أبريل ، معظمها من مقاتلين مرتبطين بالقاعدة . وشملت هذه 42 من المسلحون وستة جنود وثلاثة من أفراد اللجان الشعبية التي تدعم الجيش .
من 13 أبريل كانت معركة مستعرة في جميع أنحاء المدينة مع وقوع اشتباكات إلى مكان قريب مودية  وأفادت التقارير ان قذائف الهاون لليوم الثاني على التوالي اصابات ما لا يقل عن 17 مدنيا بجروح وأصيبت محطة الكهرباء الرئيسية بالنار.
بعد إرسال الحكومة 200 من أفراد مكافحة الإرهاب انسحب المسلحين من المدينة وعادو نحو القرى المجاورة لشقرة ومودية ، وتركوا ورائهم بعض القناصة . بلغ عدد القتلى الرسمي في 13 أبريل 37 قتيل، بينهم 31 مسلحين وخمسة أعضاء من اللجان القبلية ومدني وطفل قتل من قبل قناص مجهول الهوية. .
في 17 أبريل هاجم انتحاري بسيارة نقطة تفتيش تابعة لجيش في ضواحي مدينة لودر ، مما أسفر عن مقتل خمسة من الجنود اليمنيين وإصابة أربعة آخرين.
بعد بضعة أيام هادئة، استؤنف القتال في 18 أبريل ، مع مسلحين قصفوا المدينة وقوات الحكومة مساندة بالضربات الجوية . قتل طفلين ودمرت خمسة منازل على الأقل خلال هجمات قذائف الهاون، بينما قتل ستة مسلحين في الضربات الجوية. في 19 أبريل قتل مالا يقل عن سبعة مسلحين بعد مواجهات مع وحدة من الجيش في لودر. بعد يومين يومين قصفت الطائرات اليمنية مواقع المسلحين، مما أسفر عن مصرع مالا يقل عن 13 من مقاتلي. في 25أبريل قتل مالا يقل عن ستة مسلحين في كمين نصبه أفراد اللجان المحلية. القتال حول المدينة في 30 أبريل الماضي قتل 12 مسلحا وجندياً وعضوا ميليشيات قبلية.
وفي الوقت نفسه واصل المتمردون هجماتهم عبر البلاد، كنقطة تفتيش تابعة لجيش قرب عدن تعرض لاعتداء على يد مجموعة من الرجال المسلحين في شاحنات. وقتل في المعركة المسلحة التي تلت ذلك ثمانية على الأقل من المهاجمين وأربعة جنود، بينما أصيب ثلاثة من مقاتلي تنظيم القاعدة وعضو فرقة الأمن واحد. بالإضافة إلى ذلك، اختطف مسلحون ضابط كبير في المخابرات واثنين من الجنود في بلده رداع جنوب العاصمة صنعاء. قبل 16 مايو ، استولت القوات اليمنية تدعمها لجان قبلية موالية للحكومة منطقة جبلية إستراتيجية فوق المدينة، بعد قتال عنيف. ادى ذلك لهروب المسلحين من لودر.